# Mrs. Todds genväg
Mrs. Todds genväg (originaltitel Mrs. Todds Shortcut) är en novell i samlingen Den förskräckliga apan av Stephen King. Den publicerades första gången tidningen Redbook 1984.

## Handling
En äldre man vid namn David som är vän med vaktmästaren Homer, tillbringar de senare åren vid ortens bensinstation. Han berättar en historia om Homer och Mrs. Todd, som är besatt av att hitta genvägar.